# Jiří Orság
Jiří Orság (ur. 5 stycznia 1989) – czeski sztangista, dwukrotny srebrny (2011, 2018) i brązowy (2013) medalista mistrzostw Europy w podnoszeniu ciężarów.
Największymi jego sukcesami są srebrne medale w mistrzostwach Europy w Kazaniu (2011) i w Bukareszcie (2018), w kategorii powyżej 105 kg, dwubój. Zdobył także brązowy medal w Tiranie (2013) w tej samej kategorii.

## Wyniki
| Rok  | Zawody                    | Miasto    | Miejsce | Kategoria              | Wynik (kg) |
| ---- | ------------------------- | --------- | ------- | ---------------------- | ---------- |
| 2018 | Mistrzostwa Europy w 2018 | Bukareszt | 2       | powyżej 105 kg, dwubój | 417        |
| 2013 | Mistrzostwa Europy w 2013 | Tirana    | 3       | powyżej 105 kg, dwubój | 422        |
| 2011 | Mistrzostwa Europy w 2011 | Kazań     | 2       | powyżej 105 kg, dwubój | 410        |